# Black Train (曲)
「Black Train」（ブラック・トレイン）は、日本のミュージシャンである長渕剛の52枚目のシングル。作詞、作曲は長渕剛、編曲は関淳二郎、中村康就が行っている。

## 音楽性
本作の歌詞のテーマに関し長渕は「得体の知れない自分と得体の知れない時代、その2つの関わりが描かれている。音楽の世界では自由になれるんだから、自分の額縁を最初から小さな枠にはめるのはすごく嫌。僕にはいかにとんでもないこと、ぶっ飛んだことをやれるかっていう発想しかない」と語っている。また他にも「『俺はあんなふうになりたくねえよ!』ということを歌っている。われわれは国という得体の知れないもののなかにいる。僕自身は自由になりたくてギターを手にしたんだけども、自由じゃない気がする。しかも不自由というカテゴリーを超えようとすれば、今度は世間が叩いてくる。それでもおまえは、生き切れるのか? という自問自答の旅ですね、表現するというのは」と語っている。

## リリース
本作はアルバムリリースに先駆けて先行シングルとして2017年7月26日に配信限定でリリースされた。

## プロモーション
本作に関するテレビ出演は、7月15日にTBS系音楽番組『音楽の日』（2011年 - ）に第一部のトリとして出演し、「とんぼ」、「STAY DREAM」、「Black Train」の3曲を演奏した。また放送直後に長渕剛公式サイトおよびYouTubeの公式チャンネル「オフィスレンCH」にて「Black Tarin」のフルPVが公開された。
8月19日、8月26日の2週に渡りTBS系音楽番組『COUNT DOWN TV』（1993年 - ）に出演、19日に「Black Train」を演奏した他、日本武道館での一夜限定ライブの密着映像も放送された。

## 批評
| 専門評論家によるレビュー | 専門評論家によるレビュー |
| レビュー・スコア         | レビュー・スコア         |
| 出典                     | 評価                     |
| ------------------------ | ------------------------ |
| オリコンニュース         | 肯定的                   |

- 音楽ニュースサイト『オリコンニュース』では、「政治家が労働者から巻き上げた巨額の金を運ぶ真っ黒な列車が現金強盗に襲われるストーリ。権力に屈せず、反旗を翻す主人公を描いた力強い楽曲だ」と評されている[5]。

## ミュージック・ビデオ
本作のPVはラスベガスから1800キロ程度離れた場所で10日間撮影が行われた。PVにて長渕は蒸気機関車に乗って歌っており、その理由として「“Black Train”なんだから、汽車に乗って歌いたい。しかも蒸気機関車。なぜなら、子供の頃に乗りてえと思ってたから、それだけなんです」と語っている。
撮影が行われた場所は列車の街であり、観光客を列車の後方に乗せる事になっていたが、PVで走っている荒野は前方への乗車は禁止されていた。長渕は現地人に対し「前に乗って歌いたい」と嘆願したが拒否され、結局は許可のないまま強引に撮影を行い、現地人からは「クレイジーだ」と呆れて笑われたという。